# Surf
|  | Per a altres significats, vegeu «surf (desambiguació)». |

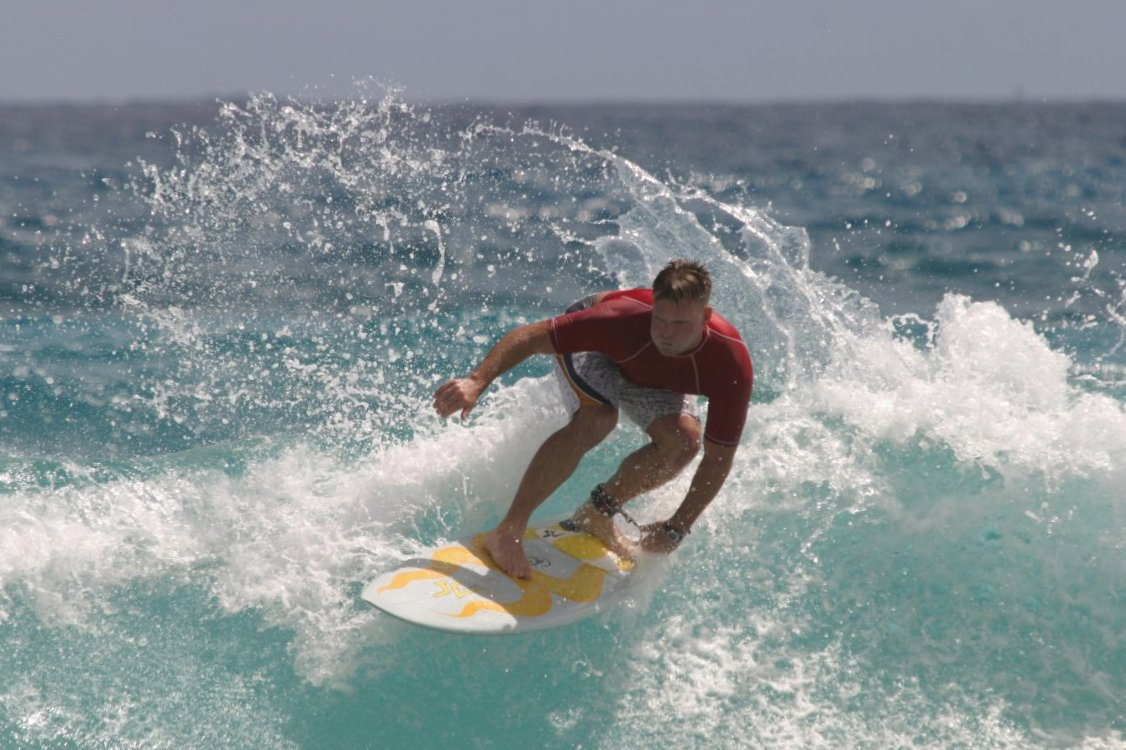
Kris Burmeister, soldat d'infanteria de marina dels EUA fent surf a Hawaii durant la competició Pyramid Rock Surf Showdown.

El surf (o surfing) és un esport nàutic, recreatiu o olímpic que consisteix a planar amb una taula de surf sobre la cresta d'una onada a mesura que aquesta arrossega la persona practicant (surfista o surfer) cap a la costa.
Si la persona que practica l'esport ho fa dreta sobre la taula es pot classificar el surf en dos grups: el longboarding i el shortboarding. Les diferències més importants entre ambdues modalitats és el disseny de la taula (sobretot en la llargada) i evidentment en l'estil de surfar les onades.
Existeix també el surf amb assistència tècnica (sovint relacionat amb el surf d'onades grans), en el qual un vehicle motoritzat privat, com ara una moto aquàtica, remolca el surfista que és en la zona capdavantera de l'onada i en direcció a la costa, ajudant-lo a assolir la part més veloç de l'onada amb unes velocitats superiors a les que el surfista podria atènyer per si mateix.
Els esports relacionats amb el surf com ara el paddleboarding, el Stand Up Paddle (SUP) i el caiac de mar no requereixen onades. En altres esports derivats que es basen en la força del vent, com ara el surf de vela i el surf d'estel, també es poden fer servir les taules per a cavalcar onades.

## Origen

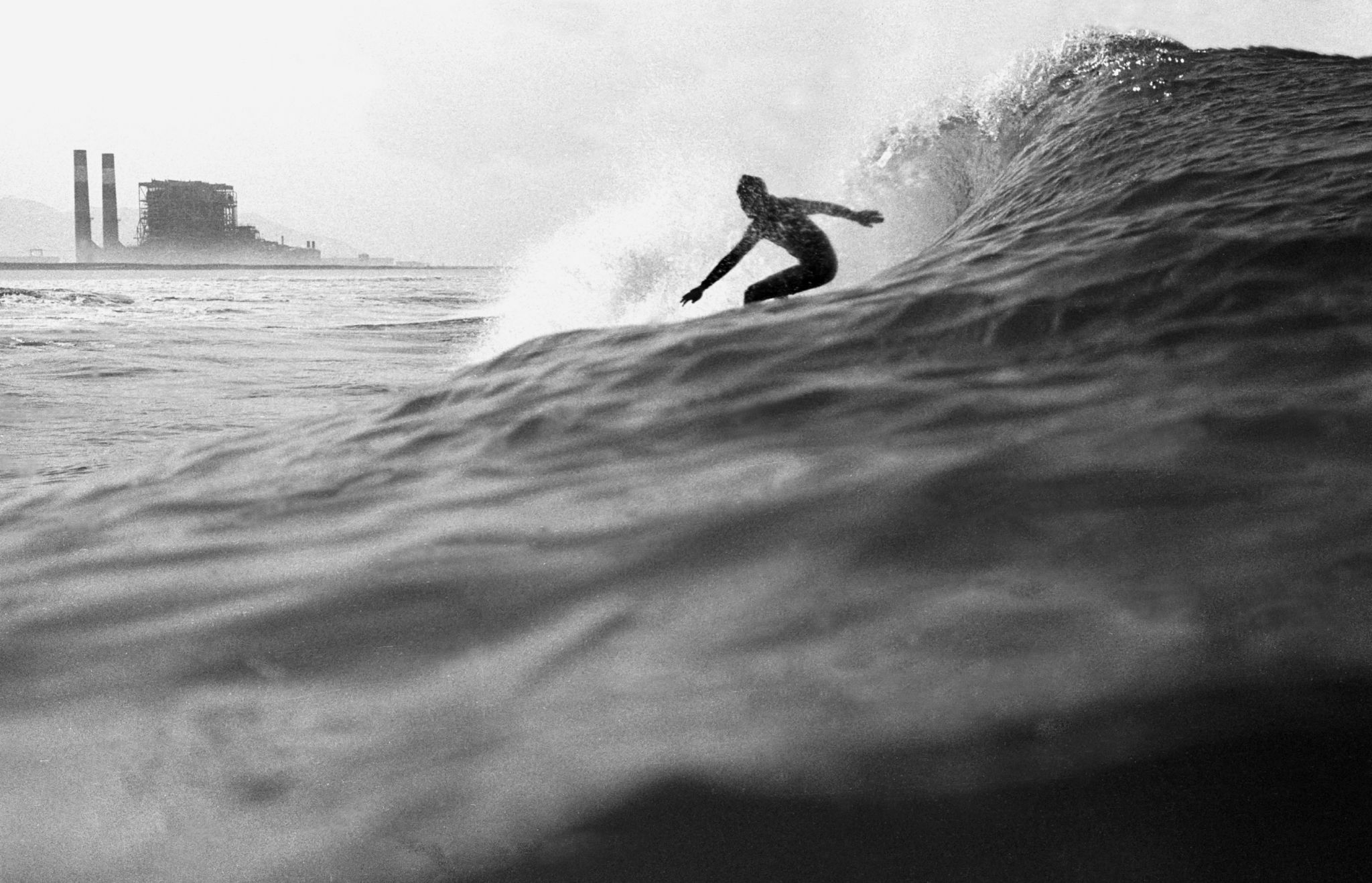
Surf a Ormond Beach, a Oxnard, Califòrnia, al 1975

Durant segles, el surf va ser la part principal de l'antiga cultura polinèsia. Aquest esport podria haver estat observat per primer cop la primavera de 1767 a Taití per Samuel Wallis i els membres de la tripulació del Dolphin, que ràpidament van visitar l'illa el 17 de juny de 1767. Un altre candidat pel seu descobriment podria haver estat el botànic Joseph Banks que va arribar a Tahití el 10 d'abril de 1769, sent part del primer viatge de James Cook a bord del vaixell HMS Endeavour. El tinent James King va ser el primer que va escriure sobre l'art del surf a Hawaii en completar les revistes del capità James Cook després de la seva mort el 1779.
Quan Mark Twain va visitar Hawaii el 1866, va escriure,
"En un lloc ens vam trobar amb una gran companyia d'indígenes despullats, d'ambdós sexes i totes les edats, divertint-se amb el passatemps nacional del bany del surf."
Les referències de muntar en taules de surf i en bucs de canoa també es verifiquen pels pre-contactes amb Samoa, on el surf va ser anomenat fa'ase'e o se'egalu (vegeu Kramer, illes de Samoa) i Tonga.

## Onades de surf

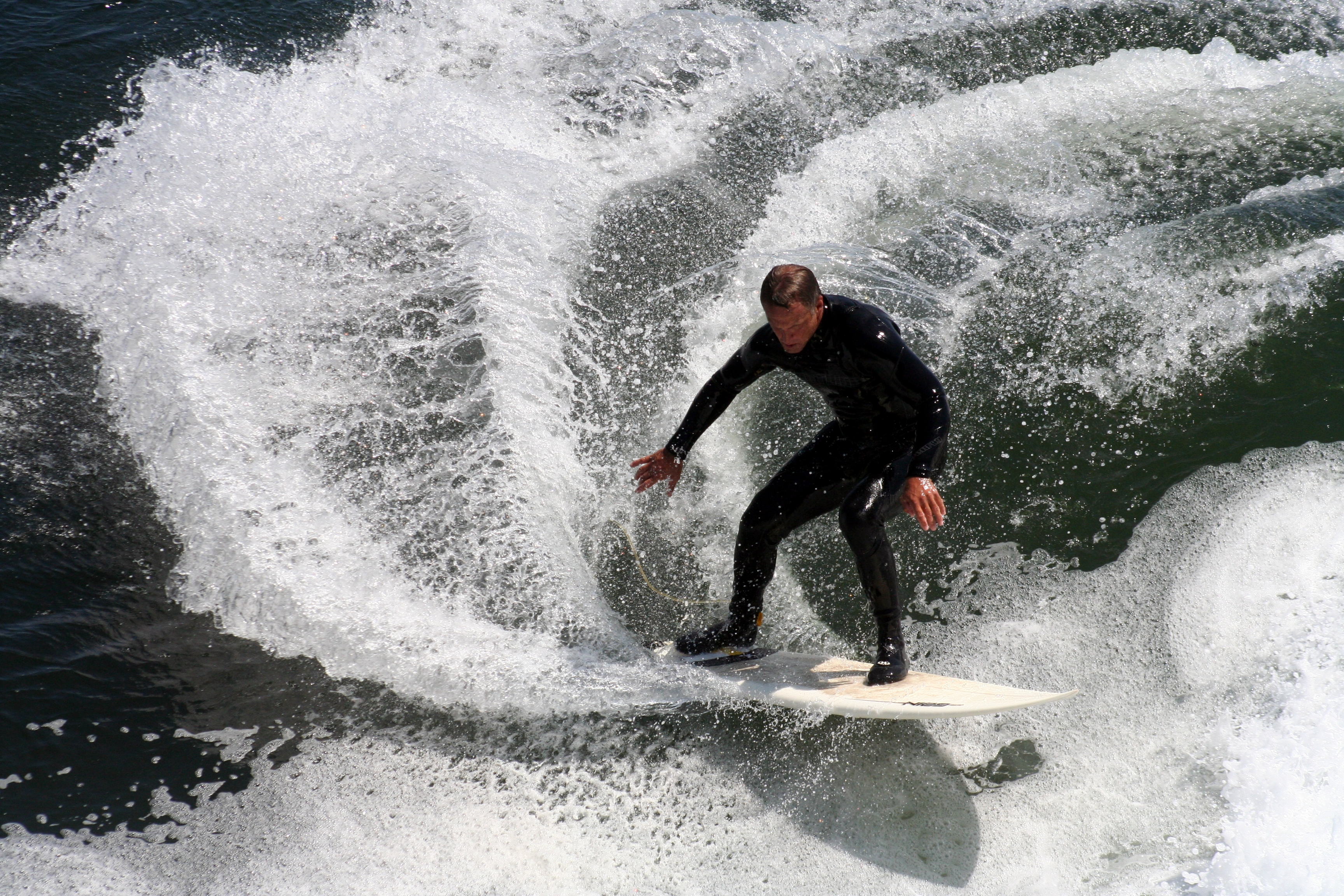
Un surfista a Santa Cruz, California

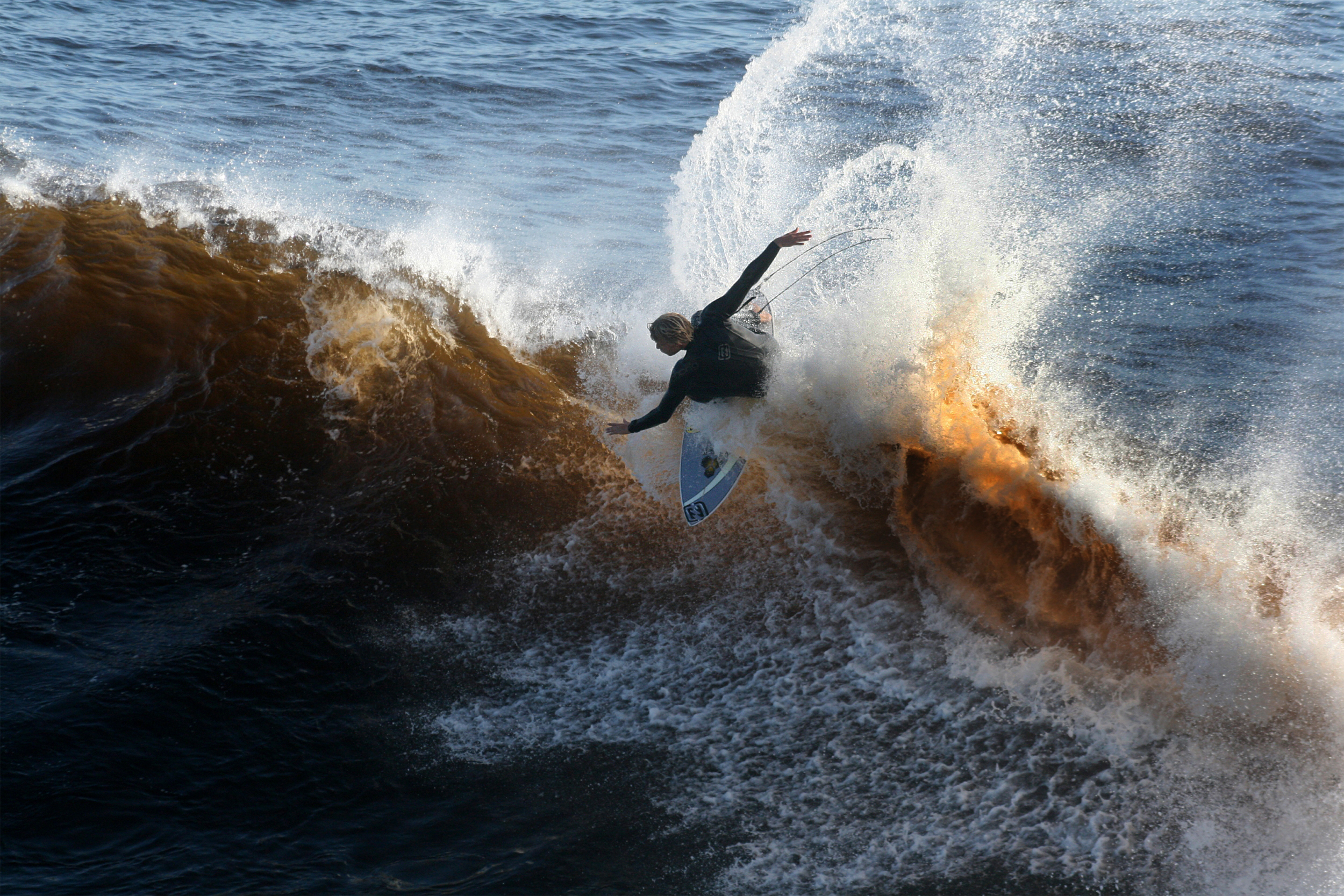
Un surfista a Santa Cruz, California

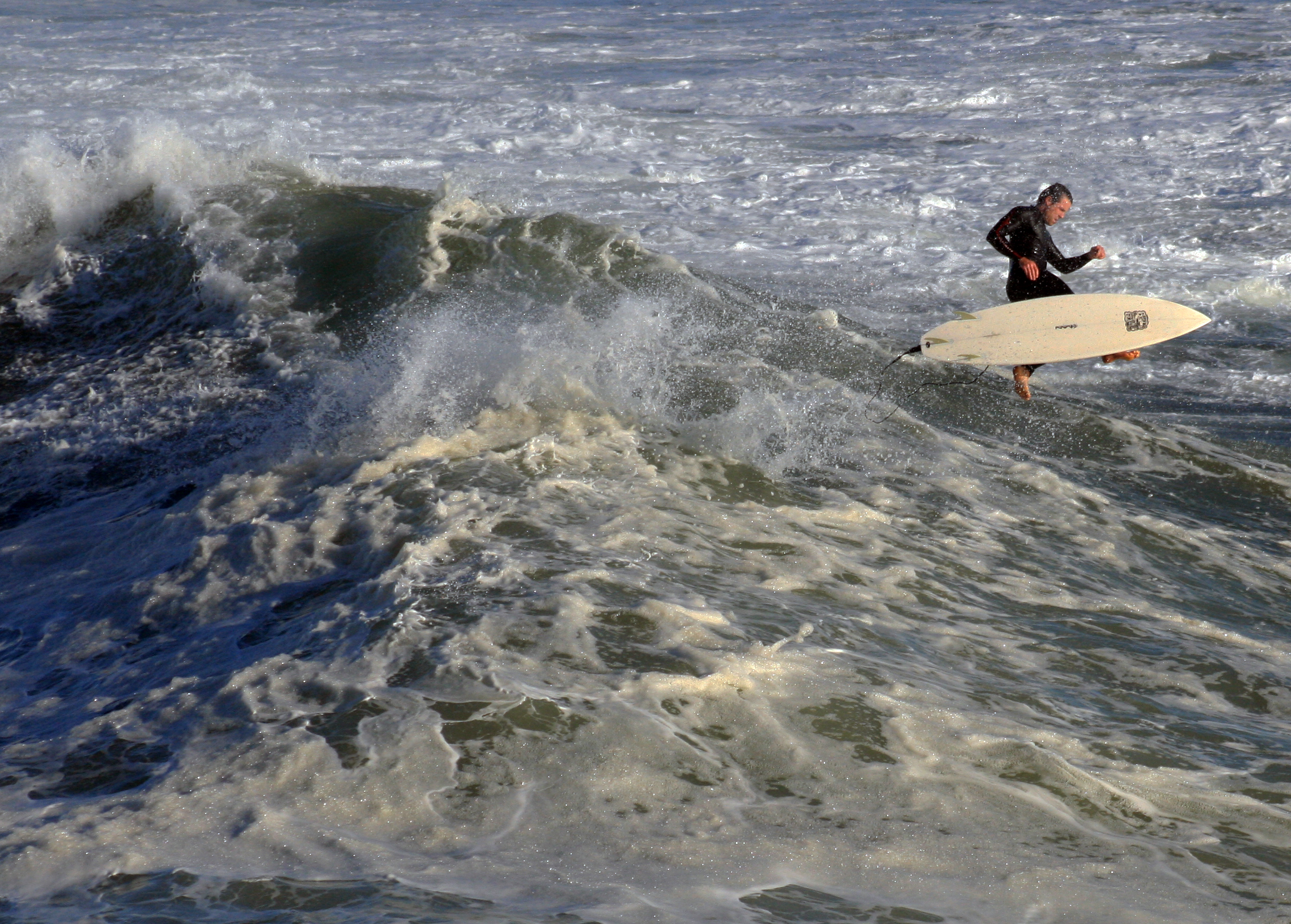
Un surfista es llença de l'onada

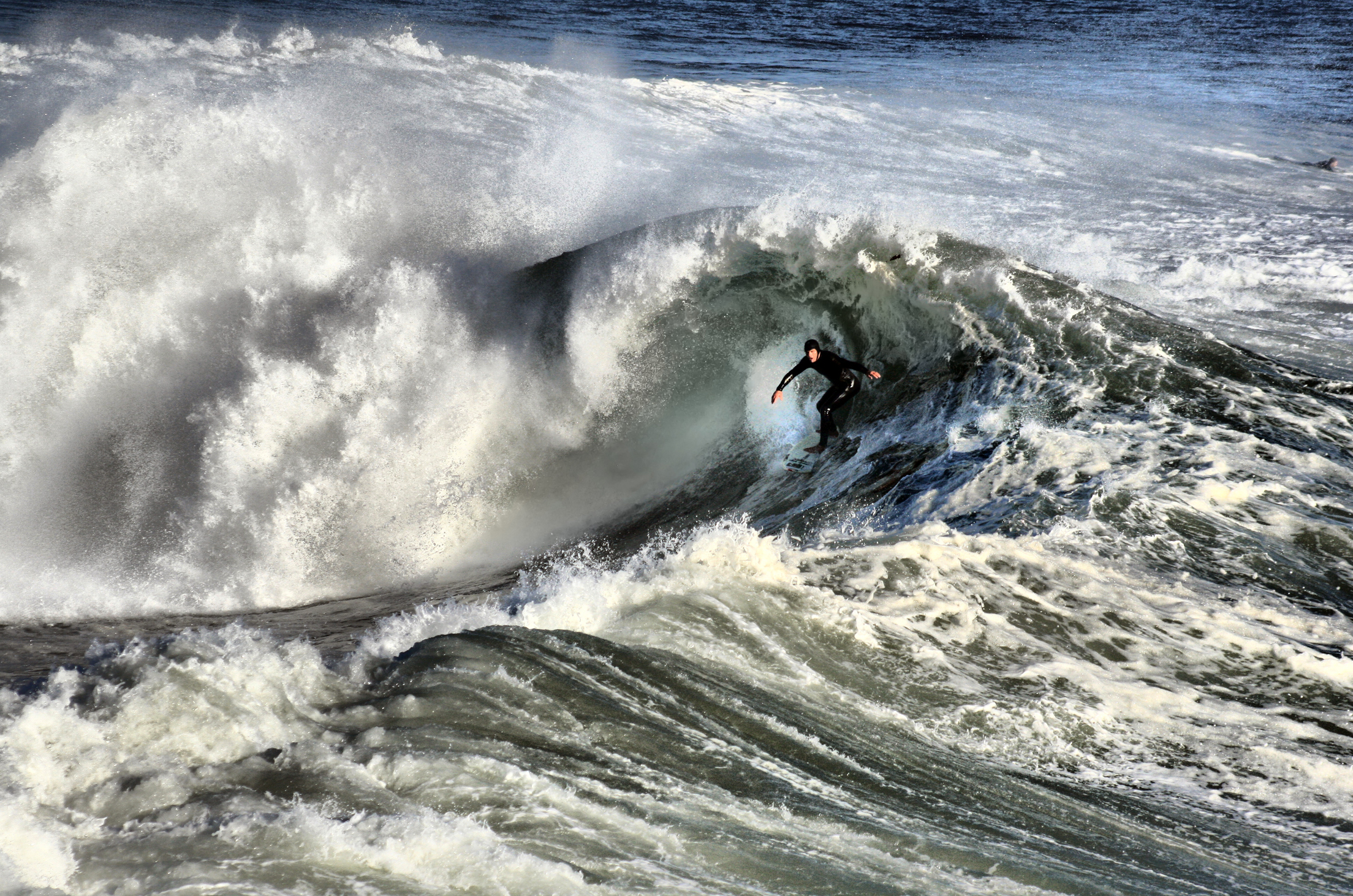
Una onada trencant

L'onatge es genera quan el vent bufa constantment sobre una extensa superfície de mar obert, en la qual no existeix cap obstrucció. La grandària de les onades ve determinat per la força del vent, així com la longitud i duració del recorregut que fan sense topar amb impediments. A causa d'això, el surf tendeix a ser major i més freqüent en les àrees costaneres que estan exposades a extenses superfícies d'oceans, sobretot si són travessats per intensos sistemes de baixes pressions.
Les condicions de vent local afecten la qualitat de les ones, ja que la superfície d'aquestes poden estar picades en males condicions climàtiques. Les condicions ideals inclouen vents suaus i moderats en direcció al mar, perquè colpegen l'onada de front, i és aleshores quan es formen els "tubs" característics.
Tot i així, la influència més important en la forma de l'onada és la topografia del fons marí just a sota i darrere de la ruptura de l'onada.
Els contorns dels esculls de corall estiren l'onada per difracció. Cada trencament d'onada és diferent perquè la topografia de les profunditats marines canvia constantment. En les platges, els bancs de sorra poden canviar setmanalment. Actualment, la tecnologia ha ajudat molt en les previsions d'onades subministrant informació sobre la mida i la direcció de l'onatge arreu del món a partir del modelatge matemàtic de la geografia de la zona.

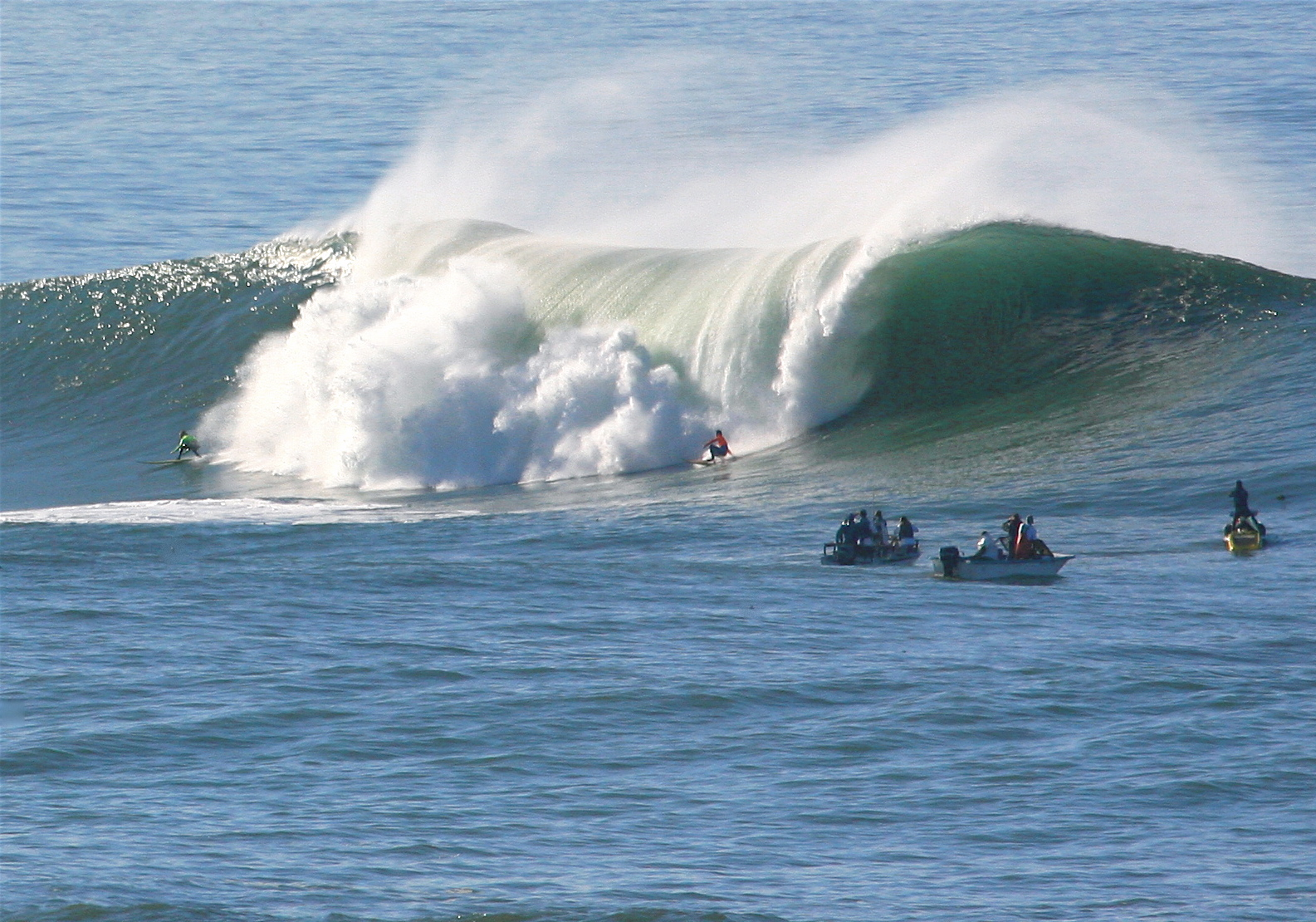
Una onada llarga trenca

La regularitat de les onades varia a tot el món i durant tot l'any. Durant l'hivern, es generen grans onades a latituds mitjanes, quan els fronts polars del nord i del sud retornen a l'Equador. Els vents de l'oest solen generar onades que avancen cap a l'est, pel que les onades tendeixen a ser més grans a les costes de l'oest durant els mesos d'hivern (en els Estats Units).

## Surfistes destacats
- Duke Kahanamoku
- Kelly Slater
- Mick Fanning
- Mark Richards
- Tom Carroll
- Andy Irons
- Felipe Pomar
- Laird Hamilton
- Tom Curren
- CJ Hobgood
- Rell Sunn
- Jeremy Flores
- Rob Machado
- Arturo Llobell
- Sofía Mulànovitx
- Stephanie Gilmore
- Owen Wrightceledonio
- Aritz Aranburu
- Bethany Hamilton
- Tyler Wright
- Alana Blanchard
- Sally Fitzgibbons
- Gabriel Medina
- Ítalo Ferreira

## Surfers i la cultura del surf

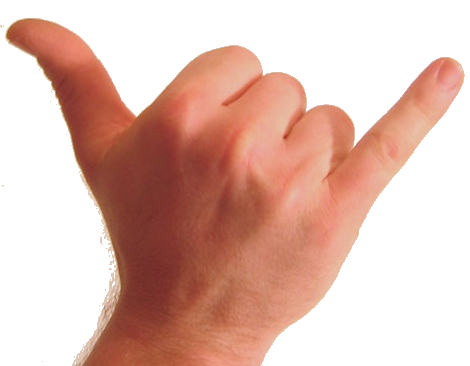
El signe Shaka.

Els surfers representen una diversitat de la cultura de surf fomentada en baixar lliscant per les onades. Algunes persones practiquen surf com una activitat recreacional mentre que altres ho fan com si fos el focus central de les seves vides. Dins dels Estats Units, la cultura del surf predomina sobretot a Califòrnia, Florida i Hawaii. Alguns dels surfistes històricament més importants van deixar l'empremta d'incloure els cotxes tipus woodie, que eren furgonetes d'estil familiar amb amplis habitacles, ideals per carregar el material, que bàsicament eren les taules dels surfistes i la seva indumentària; els típics banyadors llargs que se solien portar mentre es feia surf.
Actualment, l'esport del surf representa uns ingressos de milers de milions de dòlars en la indústria del sector, especialment en els mercats de la roba i la moda surfera. Algunes persones (com el surfista Mike Parsons) i empreses van introduir un canvi radical acceptant la recepció d'anuncis corporatius en les seves peces de roba, fet que va ser molt ben acceptat per la comunitat surfista.
Quan les onades esdevenien massa suaus i estables per practicar, algú va trobar la manera de perseverar l'esport portant el surf a terra ferma, introduint el que s'anomenà skateboarding. Aquesta nova modalitat de surf permetia experimentar sensacions similars i només requeria un monopatí (skate, en anglès) i un terra pavimentat o llis (per exemple, el passeig de la platja). Per simular encara més el surf sobre les ones, alguns surfistes van decidir practicar dins de piscines buides de formes circulars, aprofitant la improvisada superfície còncava del terra com si fos una rampa per on poder baixar. Degut a la forma de mitja canonada de la secció per on es patinava, l'estil es va anomenar half pipe, i tenia l'al·licient de poder perpetuar el moviment, gràcies a la conversió de l'energia potencial en energia cinètica en baixar i viceversa en pujar.

## Vaixells surfejant en general

Velocitat de desplaçament de les ones.

A més dels diversos esports relacionats amb el surf, surfejar és una de les maniobres aplicables a tota mena de vaixells: de vela, de rems i de motor. Surfejar navegant a favor de les ones permet augmentar la velocitat de desplaçament. Fet que és aprofitat en vela lleugera i en creuers de vela de dimensions considerables. La maniobra de surfejar pot combinar-se amb la maniobra de planar, sempre que sigui possible i aconsellable.
Surfejar amb barques de rems pot suposar un increment considerable de la velocitat encara que suposi un esforç més gran per als remers en moments puntuals. Cal aprofitar l'onada i situar l'embarcació en el baixant de l'ona tan com sigui possible.